# Леклерк, Эжен
Эжен Леклерк (фр. Eugène Leclercq, 1832 — 29 февраля 1908, Париж) — французский шашист, участник международных турниров во Франции конца XIX века. В 1895 году победил в сильном международном турнире в Марселе, что дает основания включать Леклерка в перечень неофициальных чемпионов мира своего времени. Помимо нескольких призов (за первое место, за красивейшую партию, за лучший результат в последних турах) Леклерку по итогам марсельского турнира было присвоено почётное звание "МАСТЕР МАСТЕРОВ".
Основал в 1893 году первый шашечный журнал «Le Jeu de Dames». (В нём печатал этюды-100 Давыд Иванович Саргин.) В 1899 году Леклерк сыграл три матча с Дюссо, два из которых выиграл (+3-1=1 и +2-1=2), а один закончил вничью (+1-1=1). Является самым пожилым чемпионом мира в истории международных шашек. 

## Турнирные результаты Леклерка
- Амьен, 1885 г. — 5 место
- Амьен, 1886 г. — 5-6 место
- Амьен 1887 — 2 место
- Париж, 1891 г. — 2 место
- Париж, 1894 г. — 5-6 место
- Марсель 1895 — 1 место
- Амьен, 1899 г. — 7 место
- Париж 1900 — 5-7 место
- Париж, 1903 г. — 2 место

## Количество партий
| Период    | Количество партий | + | − | =  |
| --------- | ----------------- | - | - | -- |
| 1891—1903 | 29                | 8 | 3 | 18 |

## Результаты личных встреч с сильнейшими шашистами
| № | Противник     | Период встреч | Количество партий | + | − | = |
| - | ------------- | ------------- | ----------------- | - | - | - |
| 1 | Луи Бартелинг | 1894—1903     | 8                 | 3 | 1 | 4 |
| 2 | Анатоль Дюссо | 1894          | 2                 | 1 | 0 | 1 |
| 3 | Ахмед Канди   | 1894          | 2                 | 0 | 0 | 2 |
| 4 | Луи Рафаэль   | 1895—1899     | 3                 | 1 | 1 | 1 |
| 5 | Исидор Вейс   | 1894—1903     | 9                 | 0 | 1 | 8 |